# 罐頭回應
罐頭回應是指有些人用预先設定好的內容回覆別人遇到的问题，而且此類問題對一般人來說比較常見。
在技术支持等领域，對技术顾问來說，用预设內容回覆客戶遇到的常见问题可能有助於解決問題，因为這樣就可以很快回答而無需求助其他人來解決。 
不過假如回覆不當，罐頭回應可能因為無法解決客戶遇到的問題而令客戶感到沮丧。 